# 市川智康
市川 智康（いちかわ ちこう、1934年（昭和9年）11月9日 - ）は、日本の僧侶。立正大学大学院仏教学専攻。日蓮宗妙安寺の住職。日蓮宗大本山池上本門寺学頭。南無の会総務。

## 著書
- 「仏さまの履歴書」水書坊 1979年。
- 「仏教質問箱」
- 『日蓮宗1分3分5分法話事例別集成』四季社 2000年。
- 「法華経を生きる（上下）」水書坊 2012年。

## 参考資料
- 青山俊董、石上善應、市川智康、ほか『ちえ -智慧-』仏教伝道協会〈みちしるべ名講話選〉、2015年3月。全国書誌番号:22775974。